# Лосінець (Великопольське воєводство)
Лосінець (пол. Łosiniec, нім. Loschütz) — село в Польщі, у гміні Скоки Вонґровецького повіту Великопольського воєводства.
Населення — 372 особи (2011).
У 1975-1998 роках село належало до Познанського воєводства.

## Демографія
Демографічна структура станом на 31 березня 2011 року:
|          | Загалом | Допрацездатний вік | Працездатний вік | Постпрацездатний вік |
| -------- | ------- | ------------------ | ---------------- | -------------------- |
| Чоловіки | 197     | 38                 | 144              | 15                   |
| Жінки    | 175     | 48                 | 93               | 34                   |
| Разом    | 372     | 86                 | 237              | 49                   |